# Jørgen Pedersen Gram

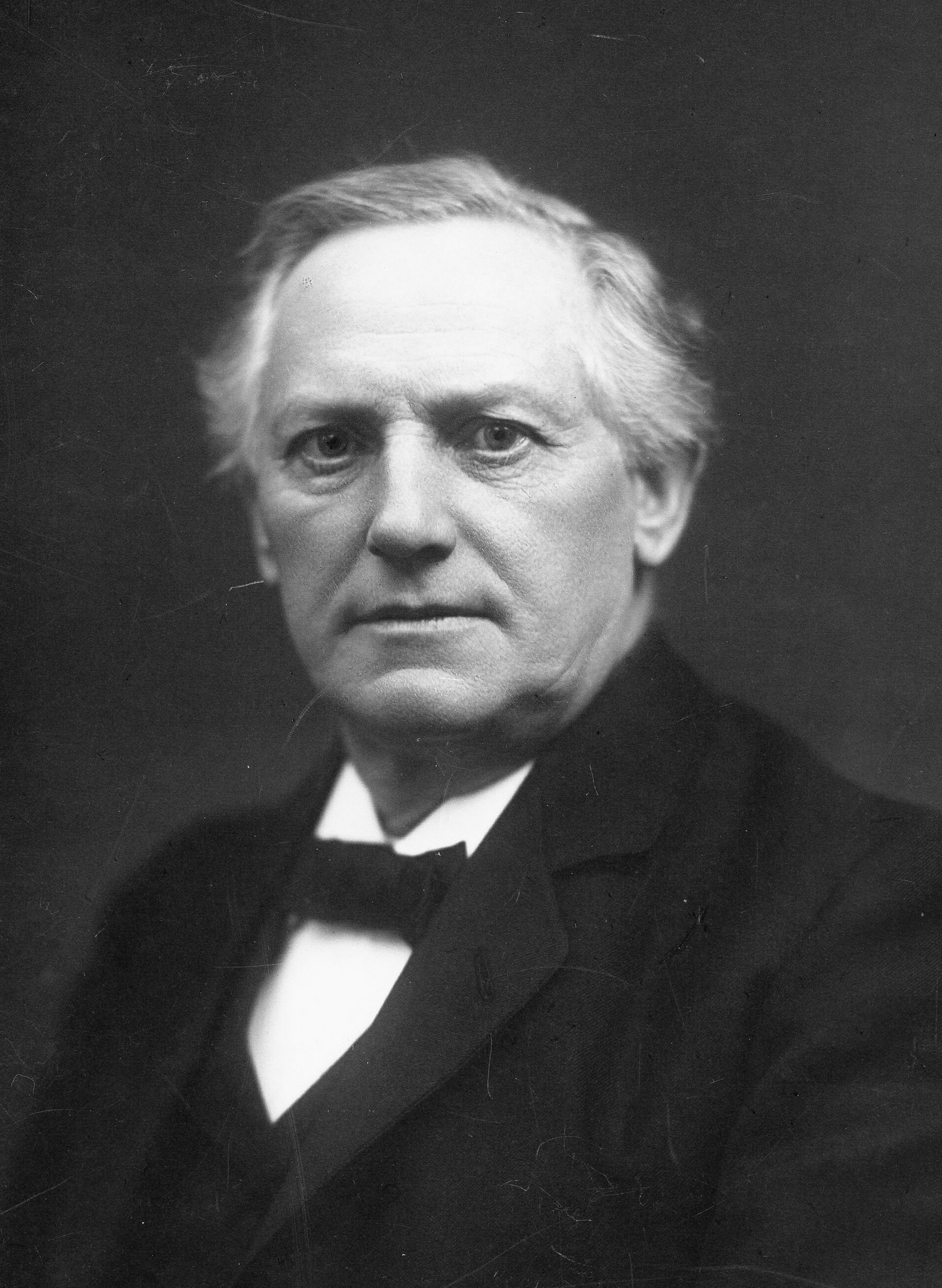
Jørgen Pedersen Gram

Jørgen Pedersen Gram (Nustrup, 27 juni 1850 - Kopenhagen, 29 april 1916) was een Deens wiskundige en actuaris.
Gram was de zoon van een landbouwer. Hij bezocht de kathedraalschool te Ribe. Vanaf 1868 studeerde hij wiskunde te Kopenhagen. Hij ontving zijn diploma in 1873. Een jaar later verscheen zijn eerste publicatie over de invariantentheorie in het Tidskrift for Mathematik en de Mathematischen Annalen. Vanaf 1875 werkte hij voor de verzekeringsmaatschappij Hafnia. In 1879 promoveerde hij op een proefschrift over oneindige reeksen en de methode van de kleinste kwadraten. Dit werk verscheen in Crelles Journal für Reine und Angewandte Mathematik. 
Hij publiceerde ook over bosbouw, waarbij hij zowel de wiskundige kant onderzocht, maar ook zelf proeven met bomen uitvoerde om zijn modellen bij te stellen. In 1884 stichtte hij zijn eigen verzekeringsmaatschappij Skjold. Hij bleef er tot in 1910 directeur. Toch werkte hij nog voor Hafnia, waar hij van 1895 tot 1910 in het bestuur zetelde. Van 1910 tot 1916 was hij voorzitter van de raad van Deense verzekeringen.
Gram was niet aan een universiteit verbonden, maar gaf wel lezingen voor het Deense wiskundige genootschap en gaf van 1883 tot 1889 het Tidskrift for Mathematik uit. Hij recenseerde ook Deense wiskundige werken voor het jaarboek over vooruitgang in de wiskunde.
In 1909 werd hij tot ridder geslagen in de Orde van de Dannebrog.
Gram trouwde in 1879. Na de dood van zijn vrouw hertrouwde hij in 1896. Hij was vanaf 1888 lid van de Deense Academie voor Wetenschappen en was daar jarenlang penningmeester.
In 1884 ontving hij hun gouden medaille voor zijn werk over de verdeling van priemgetallen. Gram stierf op weg naar een vergadering van de Deense Academie voor Wetenschappen toen hij werd aangereden door een fiets.
Hij is het meest bekend van de Gram-Schmidtmethode voor orthogonalisatie en van zijn reeks voor de zètafunctie.